# Abryna javanica
Abryna javanica là một loài bọ cánh cứng trong họ Cerambycidae.